# 백중빈
백중빈(白重彬, 일본식 이름: 白川豊造시라카와 도요조, 1892년 4월 6일 ~ ?)은 일제강점기의 천도교 지도자로, 본적은 평안북도 정주군 갈산면 광동동이다. 백청허(白聽虛), 백석암(白石菴)이라는 이름을 사용하기도 했다.

## 생애
1902년 천도교에 입교했으며 1922년 4월 동아일보 정주분국 총무 겸 기자로 발탁되었다. 1929년 천도교 정주군 종리원 성도집(誠道執), 경도집(敬道執), 법도집(法道執)을 역임했고 1930년 천도교청년당 정주부 대표, 1931년 4월 조선농민사 정주부 대표를 역임했다.
1934년 천도교 정주군종리원장을 역임했고 천도교청년당 상의원(常議員, 1934년 4월 4일 선출)과 천도교중앙종리원 대령사 전도(大領司 典道, 1934년 12월 ~ 1937년 1월), 천도교중앙종리원 성도관정(誠道觀正, 1937년 4월 ~ 1939년 4월), 감사원 감사(監査院 監査, 1940년 4월 ~ 1942년 4월)를 지냈다. 1941년 6월 천도교 부여신궁조영근로봉사단(扶餘神宮造營勤勞奉仕團) 평안북도 대표로 선출되었다.
1943년부터 1944년까지 천도교 정주교구장을 지내는 동안 천도교단의 친일화와 천도교인의 전시 체제 협력을 주도하는 한편 일제의 황민화 정책에 협력했다. 1943년 12월 8일 국민총력평북도연맹 주최로 열린 미영격멸현상웅변대회(米英擊滅懸賞雄辯大會)에서 1등에 당선되었으며 상금 60원을 국방금으로 헌납했다.
민족문제연구소의 친일인명사전 수록자 명단의 종교 부문, 친일반민족행위진상규명위원회가 발표한 친일반민족행위 705인 명단에 포함되었다.

## 참고자료
- 친일반민족행위진상규명위원회 (2009). 〈백중빈〉. 《친일반민족행위진상규명 보고서 Ⅳ-8》. 서울. 16~34쪽.